# Fittkau Metallgestaltung
Fittkau Metallgestaltung (Eigenschreibweise fittkau metallgestaltung) ist eine Kunsthandwerkerfirma mit Sitz im Berliner Bezirk Pankow, Ortsteil Stadtrandsiedlung Malchow. Sie agiert mittlerweile weltweit. Die Anfänge gehen auf eine 1925 gegründete Schlosserei zurück.

## Firmengeschichte

### 1925–2001
Im Jahr 1925 gründete ein Schlosser zusammen mit Familienangehörigen einen Handwerksbetrieb auf dem Gelände der Heinersdorfer Straße 9 im damaligen Stadtbezirk Berlin-Weißensee. Schnell wuchsen die Aufträge für Berlin im Zusammenhang mit der entstandenen Großgemeinde und damit auch die Zahl der Mitarbeiter. Nach einem Umzug zu frei gewordenen Räumlichkeiten der Ruthenbergschen Gewerbehöfe, ebenfalls in Weißensee (seit 2001 Ortsteil Berlin-Weißensee) mit Erweiterung des Werkstattbereichs blieb die Firma bis zum Ende des Zweiten Weltkriegs dort tätig. Nach kurzer Zwischennutzung der Werkstätten durch die sowjetische Besatzungsmacht gab es neue Aufträge für die Schmiede, vor allem beim Wiederaufbau der stark zerstörten deutschen Hauptstadt. Der kleine Handwerksbetrieb konnte einen Neuanfang starten und blieb bis 1957 im Privatbesitz. 1972 wurde er verstaatlicht und in VEB Kunstschmiede Berlin (gelegentlich auch VEB Kunstschmiede Weißensee) umbenannt. Seine Arbeiten fanden Eingang in das wiederaufgebaute Nikolaiviertel ebenso wie für die Restaurierung von Gründerzeithäusern im Stadtbezirk Berlin-Prenzlauer Berg um den Kollwitzplatz. Nach der Wiedervereinigung Deutschlands wurde der Betrieb reprivatisiert.

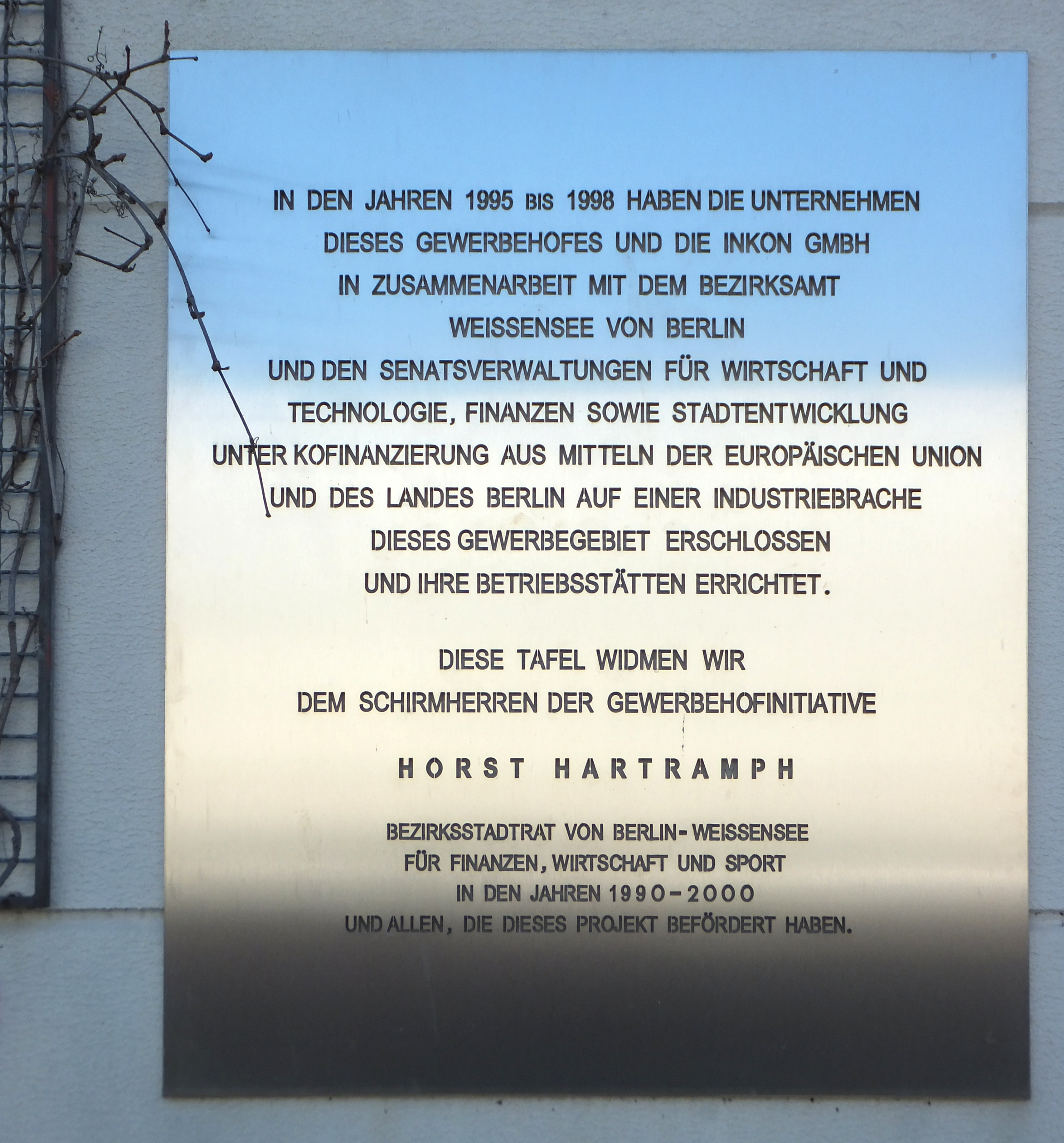
Gedenktafel

In dieser Gesellschaft wurde Stefan Fittkau, der in den 1980er Jahren hier ausgebildet worden war, 1997 Geschäftsführer und kümmerte sich vor allem um stetige Aufträge. Die daraus resultierende Notwendigkeit einer Erweiterung der Werkstätten war auf den angestammten Gewerbehöfen in Weißensee nicht möglich. So fanden sich gleichgesinnte Mittelständler zusammen, die gemeinsam und mit Fördermitteln eine Industriebrache von fast 50.000 Quadratmeter Nutzfläche entwickelten. Das neue Gewerbegebiet Darßer Bogen liegt zwischen Bitburger Straße, Piesporter Straße und Darßer Straße und grenzt unmittelbar an den Ortsteil Berlin-Weißensee. In Anerkennung der Initiative hat die Bezirksverwaltung im Jahr 2000 eine Gedenktafel anbringen lassen (siehe Bild).
Gleichzeitig bemühte sich Fittkau um die Übernahme der Firma, was ihm nach längeren Verhandlungen mit Nachkommen des Firmengründers schließlich gelang.

### Umfirmierungen

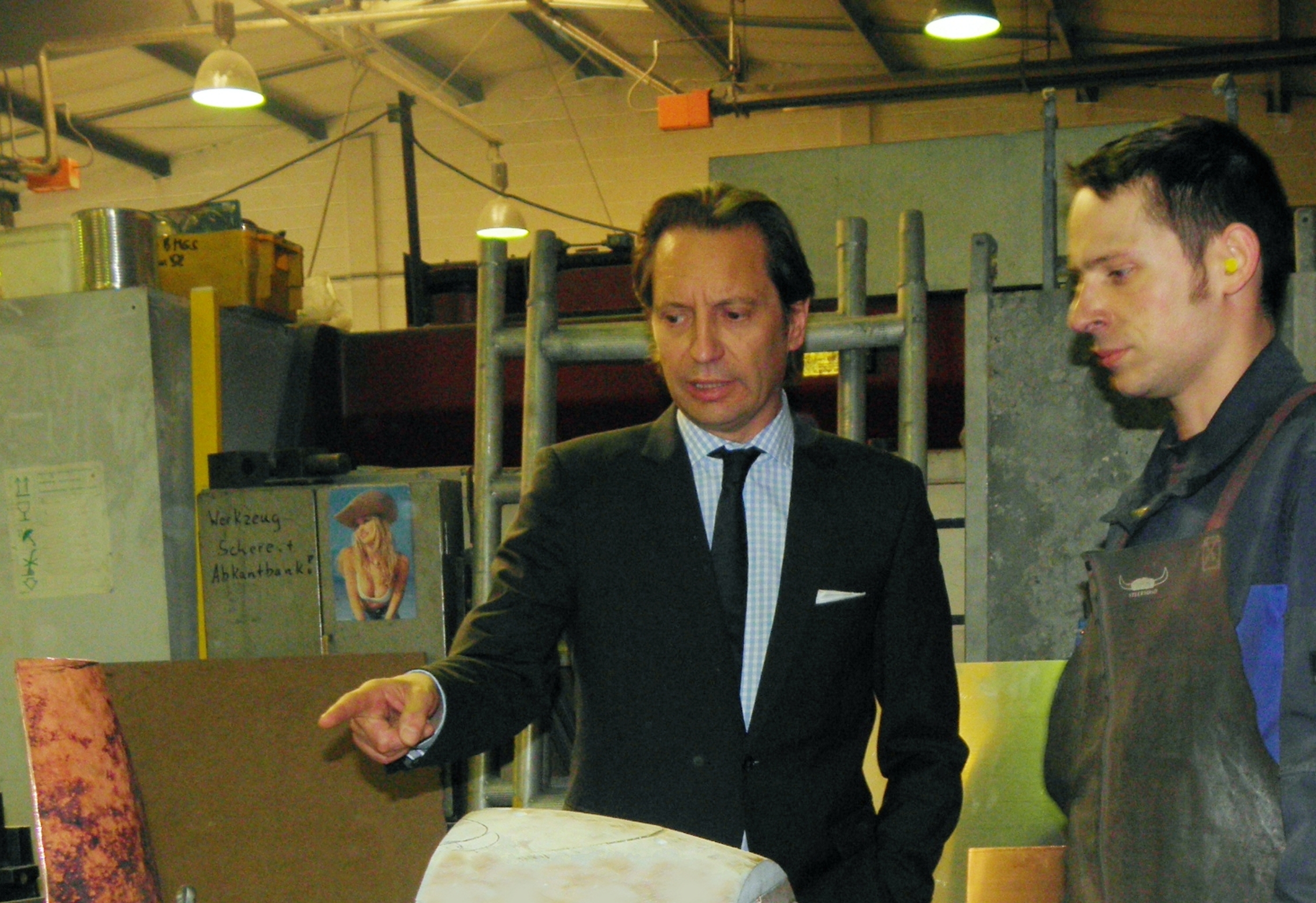
Stefan Fittkau mit einem Mitarbeiter in der Werkstatt anlässlich des Tages der offenen Tür 2013

Zum 1. Januar 2002 wurde Stefan Fittkau alleiniger Geschäftsinhaber und benannte das Unternehmen in fittkau metallbau + kunstschmiede GmbH um.
Per Januar 2020 erfolgte eine nochmalige Umbenennung in fittkau metallgestaltung gmbh.

## Lage und Geschäftsbereiche
Auf dem rund 2500 Quadratmeter großen Betriebsgelände entstand eine moderne zweigeschossige Produktionshalle, die im Jahr 1998 offiziell eingeweiht wurde. Der Haupteingang und das Büro befinden sich im Darßer Bogen 1.
Das Unternehmen ist in die Bereiche Bronzebau und Sonderkonstruktionen aufgeteilt. Im ersteren wurden und werden mit Künstlern gemeinsam Projekte verwirklicht. Als Sonderkonstruktionen entwirft die Firma an jeweils konkrete Objekte angepasste Geländer, Treppenanlagen, Türen, Fenster, Leuchten oder Fassadenschmuck. Außerdem werden historische Objekte restauriert. Die Auftragsaufteilung wird wie folgt angegeben: etwa 10 Prozent Restaurierung, 10 Prozent Neuanfertigungen und rund 80 Prozent Metallarbeiten im dekorativen Bereich (Stand Herbst 2021).

## Besondere Projekte
Die Geschäftstätigkeit erfolgt weltweit mit den Schwerpunkten Westeuropa, Nordamerika sowie Russland und Asien. Ende 2012 war das Unternehmen in den Neubau eines Flughafens in Doha, der Hauptstadt Qatars, einbezogen (New Doha International Airport). Die Firma fertigte dafür unter anderem eine große Edelstahl-Glas-Wendeltreppenanlage sowie einige hundert Quadratmeter Wandverkleidungen, gemeinsam mit dem Unternehmen Lindner aus Arnstorf in Bayern.
Des Weiteren werden Aluminium-Gestelle für Solarkioske hergestellt. Sie entstehen in Zusammenarbeit mit der Solarkiosk GmbH, dem Berliner Architektenbüro Graft, mit dem Institut RLI, gegründet und benannt nach Reiner Lemoine, sowie der Hochschule für Technik und Wirtschaft Berlin (HTW). Mit dem verschließbaren und fahrbaren Metallcontainer und den Sonnenkollektoren auf dem Dach ist in sonnenscheinreichen Gegenden ohne eigene Energiequellen eine ortsnahe Stromversorgung für Beleuchtung, Mobiltelefone oder Lebensmittelfrischhaltung möglich. Der Prototyp wurde im September 2012 in Äthiopien am Lake Langano aufgestellt. Im Frühjahr 2013 folgte ein zweiter Container in Kenia.
Die Metallgestalter beteiligen sich seit 2016 an dem Solidaritätsprojekt Schmieden für den Frieden. Dieses internationale Event wurde im Sommer 2015 von den deutschen Kunstschmieden Alfred Bullermann, Heinz Hoenig und Tom Carstens aus Köln begründet. Es fordert die Metallhandwerker aus aller Welt auf, gemeinsam mit Hilfe von Schmiedefeuer Kunstnägel zu schaffen, die Symbol des Weltfriedens darstellen. Die Nägel werden zertifiziert und nummeriert und an Menschen aus aller Welt als Zeichen für Frieden und ein menschenwürdiges Dasein verkauft. Die Erlöse werden für Hilfsprojekte in der Umgebung der Werkstatt eingesetzt. Die Hoheit liegt beim Internationalen Fachverband Gestaltender Schmiede (IFGS), der seinen Sitz in Höheischweiler hat.

## Auszeichnungen
Fittkau Metallbau erhielt 2006 den Großen Mittelstands-Preis der Oskar-Patzelt-Stiftung. Die Zeitschrift M&T-Metallhandwerk/Metallbaupraxis lobt seit 2011 den M&T Metallbaupreis aus. Dieser ging im Jahr 2012 in der Kategorie Metallgestaltung an die Firma Fittkau. Der Jury gefiel das Kolumbarium in einer ehemaligen katholischen Kirche, nun Grabeskirche Liebfrauen in Dortmund.
Im Jahr 2020 konnte die Firma mit ihrer Realisierung des Projekts Toranlage zum Raum der Information am Ehrenmal der Bundeswehr in Berlin die Jury der ZS M&T-Metallhandwerk/Metallbaupraxis wiederum überzeugen. Der Firmenchef nahm den Preis für den ersten Platz in der Kategorie Türen, Tore, Zäune entgegen.

## Werksübersicht ab 2002 (Auswahl)
– chronologisch –
Für die Kunstwerke kommen hauptsächlich die Werkstoffe Eisen, Stahl, Bronze und Aluminium, hin und wieder noch ergänzt durch Silber und Gold zur Anwendung. Sie werden auch mit Glas und Emaille kombiniert. Ausgeführt wurden und werden unter anderem Fassadenelemente, Einzäunungen, Geländer, Treppenanlagen, Sonderleuchten, Denkmale, Skulpturen bis hin zu kleinen Einzelstücken für Privatpersonen. Arbeiten für Privatpersonen sind im Verzeichnis nicht aufgenommen worden.
| Jahr                          | Werk, Name | wo                                                                        | Ort                                                               | Bild                                                                                                | Künstler / Architekt                                                        | Bemerkung Quellen |
| ----------------------------- | --- | ------------------------------------------------------------------------- | ----------------------------------------------------------------- | --------------------------------------------------------------------------------------------------- | --------------------------------------------------------------------------- | --- |
| 2002                          | Vordach, Metalltreppe für den Innenhof | Französische Botschaft                                                    | Berlin-Mitte, Pariser Platz                                       | Fassade mit Vordach                                                                                 | Atelier Christian de Portzamparc                                            | [ 15 ] |
| 2002                          | Restaurierung und Neuanfertigung von Teilen für das Schmuckgeländer | Bundesverwaltungs- gericht                                                | Leipzig                                                           | | Staatliches Vermögens- und Hochbauamt Leipzig                               | [ 15 ] |
| 2002                          | neue Verkleidung und Beschichtung von Säulen | Kaufhaus „Les quatre temps“                                               | Paris, Stadtviertel La Défense                                    | | Belluschi/OWP&P Architects, Inc. Chicago SRA-Architectes Chatillon          | Im Rahmen einer Renovierung des 1975 eröffneten Kaufhauses durch die kanadische Firma CannonDesign |
| 2003 2005                     | Ganzglasgeländer Wände und Stahl-Glasvitrinen | Pei-Anbau am DHM DHM innen                                                | Berlin-Mitte                                                      | Neue Ausstellungshalle (Pei-Anbau) des DHM                                                          | Ieoh Ming Pei                                                               | [ 17 ] |
| 2003                          | Ziergeländer | China Club im Adlon Palais                                                | Berlin-Mitte                                                      | | amj design                                                                  | [ 17 ] |
| 2003                          | Rekonstruktion historischer Elemente | ehemalige Kaserne des Wachregiments „Friedrich Engels“                    | Berlin-Mitte                                                      | Schmuckrosette am oberen Ende eines Fenstergitters                                                  |                                                                             | sämtliche Kellergitterfenster im Straßenniveau |
| 2003                          | Bronzeplatten | eh. Jakobi-Kirche                                                         | Rostock                                                           | | bwp Bode, Williams und Partner, Landschaftsarchitektur und Stadtentwicklung | Bodengestaltung zur Nachzeichnung der verlorenen Kirche (auf dem Bild sind einige Teile zu sehen.) |
| 2004                          | komplettes S-Bahn-Aufsichtsgebäude | Hauptbahnhof Berlin                                                       | Berlin-Mitte                                                      | | gmp Gerkan, Marg und Partner                                                | [ 20 ] |
| 2004                          | Tor und Zaunanlagen | Jüdisches Museum                                                          | Berlin-Kreuzberg                                                  | | Daniel Libeskind                                                            | [ 20 ] |
| 2005                          | Brunnen und Glasstele | Kornmarkt                                                                 | Altenburg                                                         | Ansicht Kornmarkt mit Brunnen                                                                       | Rüdiger Sudau                                                               | [ 21 ] |
| 2005                          | Geländer | Uferstraße entlang der Spree im Parlaments- und Regierungsviertel         | Berlin-Mitte                                                      | Im Vordergrund sind entsprechende Geländerteile am Ufer der Spree zu sehen                          | KHP König, Heunisch und Partner                                             | [ 21 ] |
| 2006                          | Zaun, Tor mit Bekrönung | Schloss Meseberg                                                          | Meseberg                                                          | | pcb Putzmann Cierpka Binder Architekten Partnerschaft                       | [ 22 ] |
| 2006                          | Glasgeländer, Treppen, Fensterziergitter | Römischer Hof                                                             | Berlin-Mitte                                                      | Fensterziergitter erste Etage                                                                       |                                                                             | |
| 2007                          | Schleier (Edelstahlgestell mit Edelstahlringgewebe) | Swarovski-Fabrik                                                          | Wattens, Österreich                                               | | Designstudio Regina Dahmen-Ingenhoven                                       | Zehn Meter hohe miteinander verbundene Edelstahlstreben halten das aus feinsten Metalldrähten gefertigte schleierartige Gewebe. Es symbolisiert etwas Feines, Geheimnisvolles. |
| 2007 und 2008                 | Türanlagen, Glasboden, Decken- und Fußbodenverkleidung | Hotel Adlon                                                               | Berlin-Mitte                                                      | Türanlage Haupteingang Unter den Linden                                                             | amj design                                                                  | [ 24 ] [ 25 ] |
| 2007                          | Restaurierung der schmiedeeisernen Toranlage | Märchenbrunnen Berlin-Friedrichshain                                      | Berlin-Friedrichshain                                             | | Hortec Berlin                                                               | Das Bild zeigt einen Torflügel zur Anlage Märchenbrunnen; Zustand 1954 |
| 2007                          | Fassadengestaltung und Vitrinen | Medizinhistorisches Museum                                                | Berlin-Mitte                                                      | | SEHW Architektur Berlin                                                     | Großflächiges Metall-Lochbild an der Fassade des Museums (links) |
| 2008 und 2010                 | Corten-Stahl-Wand („Fenster der Erinnerung/des Gedenkens“) | Gedenkstätte Berliner Mauer                                               | Berlin-Gesundbrunnen                                              | |                                                                             | Bild zeigt Fenster des Gedenkens |
| 2008 2010                     | Vordach, Fassaden, Metallschmuck | Gebäude der Philharmonie Berlin                                           | Berlin-Tiergarten                                                 | Vordach und Fassadenelemente                                                                        |                                                                             | [ 27 ] [ 25 ] [ 26 ] |
| 2009                          | Stadtmodell (Corten-Stahl) | Stiftung Berliner Mauer an der Bernauer Straße                            | Berlin-Gesundbrunnen                                              | | sinai. Faust. Schroll. Schwarz. Freiraumplanung + Projektsteuerung GmbH     | großflächiges Stadtmodell aus Corten-Stahl, den Bereich Wedding um die Bernauer Straße darstellend |
| 2009                          | Stahl-Glas-Türen; Schmuck-Trennwand für einen Nebenaltar (Glas und Kunstschmiedearbeiten) | Nikolaikirche (Berlin)                                                    | Berlin-Mitte                                                      | | Architekten Petersen                                                        | Das Innenfoto zeigt drei verschiedene Metallschmuckgitter vor Nebenaltären in der Kirche. |
| 2009                          | Lichtbaum, Lichthandlauf | Nauener Platz                                                             | Berlin-Gesundbrunnen                                              | | Studio Dinnebier                                                            | Der Lichtbaum ist das grüne Gebilde zwischen den Bäumen auf dem Nauener Platz. |
| 2010                          | Beschichtung (Eloxieren) des Imbiss-Pavillons mit Goldfarbe | Konnopke                                                                  | Berlin-Pankow, Schönhauser Allee                                  | | Schmidtmann und Gölling                                                     | 2011 neu aufgestellt |
| 2010                          | Kolumbarium | Grabeskirche Liebfrauen                                                   | Dortmund                                                          | |                                                                             | M&T-Metallbaupreis 2012 |
| 2010                          | Kunstinstallation | Neuanfertigung                                                            | Tournai (Belgien)                                                 | | Sébastien Gschwind (Schweiz)                                                | hinterleuchtete Edelstahlkästen mit je einem Buchstaben, der mittels Wasserstrahl ausgeschnitten wurde |
| 2010                          | Infostele | Kulturforum Berlin                                                        | Berlin-Tiergarten                                                 | | Paul Kahlfeldt und Petra Kahlfeldt (Kahlfeldt Architekten)                  | Metallguss mit alter Stadtansicht vor dem Tableau |
| 2010                          | Neuanfertigung | Boulevard der Stars, Potsdamer Platz                                      | Berlin-Mitte                                                      | | Arge Art +Com & Graft GmbH                                                  | Infosäulen „Sterngucker“ (siehe Bild), Guss und Infotisch |
| 2011                          | Restaurierung der Buchstaben der Schmucktür („A-Tür“) und von Fassadenelementen | Berliner Stadtbibliothek                                                  | Berlin-Mitte                                                      | „A-Teppich“ am Portal der Berliner Stadtbibliothek; Zustand 2010                                    | Fritz Kühn / Dr. Krekeler und Partner                                       | [ 29 ] |
| 2011                          | Schriftzug, Fassadenelemente, Stammbaumwand, Sonderleuchte, Konferenzraum-Verkleidung | Museum der Bayerischen Könige                                             | Hohenschwangau                                                    | | Volker Staab Architekten                                                    | [ 30 ] [ 29 ] |
| 2011                          | Überarbeitung historischer Elemente (Türdrücker, Briefkasten, Eingangstür) | Rathaus Schöneberg                                                        | Berlin-Schöneberg                                                 | Historischer Briefkasten neben der Eingangstür zum Rathaus Schöneberg                               |                                                                             | [ 29 ] |
| 2011                          | Schmuckzaun um die Grabanlage des Heinrich von Kleist | Friedhof Wannsee Bismarckstraße                                           | Berlin-Wannsee                                                    | | Bode, Williams und Partner, Landschaftsarchitektur                          | Rekonstruktion |
| 2011                          | Mannsgroßer Würfel aus Corten, vor der Bundeszentrale der SPD | Stresemannstraße                                                          | Berlin-Mitte                                                      | | Bofinger und Partner                                                        | [ 29 ] |
| 2012 Einweihung               | Taubenhaus | Potsdamer Platz                                                           | Berlin-Mitte                                                      | | Büro Baumgarten Simon Architekten                                           | Ein mit Aluminium-Platten verkleidetes Stahlgerüst, 4 m hoch, 5 m breit, 8 m lang – in den Formen eines Diamanten, stand auf dem Flachdach des Forum-Towers. Herstellung und Aufstellung kosteten 100.000 Euro, die vom Potsdamer Platz-Management (SEB Asset Management) bereitgestellt wurden. Im Dezember 2016 wurde dieses Metallhäuschen entfernt, um dort eine Dachterrasse zu etablieren. Es sollte auf dem Parkhaus am Bahnhof Südkreuz einen neuen Standort erhalten. |
| 2012                          | Bronzeverkleidung einer Tabernakel-Kapelle | St. Jodokus-Kirche                                                        | Bielefeld                                                         | |                                                                             | [ 36 ] |
| 2013                          | Teile für ein Bühnenbild zu Le sacre du printemps | Mariinski-Theater                                                         | St. Petersburg                                                    | | Pia Maier Schriever                                                         | Für eine Sonderaufführung zum 100. Bestehen des Theaters wurden Bronze-Metallteile für das Bühnenbild angefertigt. |
| 2013                          | Halterung für ein Licht-Kunst-Projekt | Unter den Brücken in der Bleibtreustraße                                  | Berlin-Charlottenburg                                             | | Alexander Kunert                                                            | Wellenförmiger großflächiger Ring für 220 farbige Leuchtröhren. Das Werk wurde im Sept. 2013 fertig gestellt und in Betrieb gesetzt. Diese Lichtinstallation ist Teil des „Kunstprojekts Perlenkette aus Licht“, dessen Bauherr das Bezirksamt Charlottenburg-Wilmersdorf ist und an mehreren Brücken der Stadtbahn in der City West installiert wird. Die Finanzierung und Wartung ist durch Firmen und Privatleute langfristig gesichert. |
| 2013/ 2014                    | Lichtinstallation: „Mehr Licht!“ alle ingenieur- und kunsthandwerklichen Arbeiten samt Installation vor Ort | Deutscher Bundestag, Erweiterungsbau Marie-Elisabeth-Lüders-Haus (MELH-E) | Berlin-Mitte                                                      | tw. Sicht auf die Skulptur Mehr licht                                                               | Michel de Broin, kanadischer Bildkünstler                                   | Die aus neun verschiedenen stählernen herkömmlichen Laternen bestehende Skulptur in Form eines Sternes trägt die Bezeichnung „Mehr Licht!“. Das Kunstwerk, zwischen Juli und September 2014 im östlichen halboffenen Innenhof installiert, ist an drei Punkten mit kräftigen Stahlseilen an den Wänden befestigt. Es wird offiziell in Betrieb genommen, wenn das gesamte Neubauvorhaben abgeschlossen ist. Aufgrund von starken Schäden am Rohbau wird mit der Fertigstellung erst im Jahr 2026 gerechnet. Von den Gleisen des Bahnviadukts und von der hinteren Straße aus ist die imposante und schon installierte Konstruktion bereits zu sehen. |
| 2013 bis 2015                 | Ausstattung | Neubau Europäisches Hansemuseum Lübeck                                    | Lübeck, Altstadt (Straße an der Untertrave)                       | | Studio Andreas Heller GmbH. Architects & Designer                           | Das Museum eröffnete am 30. Mai 2015. - Der metallene Schriftzug, der metallverkleidete Durchgang zwischen Burgkloster und Beichthaus zum ehemaligen Gefängnishof sowie die neue bronzierte Eingangstür zum Burgkloster (siehe Bild) entstanden in Fittkaus Werkstatt. |
| Dez. 2015, Weiterführung 2016 | Informationsstele (Radstätte) für den Radweg Deutsche Einheit | Entwicklung und Anfertigung                                               | Auf dem Weg von Bonn nach Berlin                                  | | Architekten, Ingenieure, Planer                                             | Das Bundesverkehrsministerium (BVMI) hat im Jahr 2015 die Anlage eines solchen Fahrradwegs angeregt, der ein Symbol für die Deutsche Wiedervereinigung darstellt. Entlang der Strecke, die durch sieben Bundesländer führen wird, werden Radstätten errichtet, die die Nutzer mit diesem Teil der deutschen Geschichte vertraut machen, einen Internetzugang und weitere Annehmlichkeiten bieten. Eine erste Stele wurde im Dezember 2015 der Öffentlichkeit vorgestellt. |
| Apr. 2016                     | Baubronzegeländer in den Treppenhäusern, Außenzaunanlage, Tableaus, Lüftungsgitter, Verkleidungen u. a. | Herstellung und Ausstattung                                               | Potsdam, Museum Barberini                                         | | Hilmer & Sattler und Albrecht                                               | Nach Ausschreibung der Metallarbeiten |
| 2014 bis 2017                 | Schmiedeeiserne Toreinfahrt am historischen Torhäuschen | Denkmalgerechte Sanierung                                                 | Krankenhaus Friedrichshain                                        | | Martin Gropius und Heino Schmieden                                          | Die ursprünglichen Tore und Gitter waren im Laufe der Jahrzehnte zerstört, zerfallen oder verändert worden. Im Oktober 2017 konnte das auch baulich sanierte Torgebäude wieder in Betrieb genommen werden. |
| 2016 bis 2018                 | Schmiedeeiserne Geländer und Balkonbrüstungen | Denkmalgerechte Sanierung                                                 | Berlin-Alt-Hohenschönhausen Schloss Hohenschönhausen              | Sanierte Balkonbrüstung anno 2017                                                                   |                                                                             | Bauherr war der Förderverein Schloss Hohenschönhausen, der mithilfe verschiedener Fördergelder und Spenden das ehemalige Gutshaus in der Hauptstraße sanieren ließ. Zahlreiche Bau- und Kunsthandwerker sowie Ingenieurbetriebe waren an den Arbeiten beteiligt. |
| 2018/2020                     | Laterne mit einem fünf Meter hohen Kuppelkreuz | Neuanfertigung nach historischen Vorlagen                                 | Berlin-Mitte, für die wiederaufgebaute Kuppel des Humboldt-Forums | Laterne                                                                                             | Friedrich August Stüler, Albert Dietrich Schadow                            | Zusammen mit dem Bildhauer Andreas Arthur Hoferick, mit der Kunstgießerei Flier und der Fa. Haber & Brander wurde die sieben Meter hohe Laterne nach historischen Fotos komplett neu angefertigt. Der Bildhauer erstellte Modelle, die Firmen fertigten den Kunstguss, führten Kupfertreibarbeiten, Patinierungen und Vergoldungen durch. Fittkau koordinierte die Arbeiten und lieferte das Edelstahl-Grundgestell. Zahlreiche Privatspenden sicherten die Finanzierung dieser Arbeiten; für das Kreuz stellte Inga Maren Otto, die Witwe des 2011 verstorbenen Versandhändlers Werner Otto, die benötigte Summe von einer Million Euro bereit. |
| 2018                          | Wand-Schriftzug und Baubronzekonstruktion für Buch- und Gedenkpult | Neuanfertigung                                                            | Stuttgart, Landtag                                                | |                                                                             | [ 50 ] |
| 2018                          | Schriftzüge, Wappen | Neuanfertigung                                                            | Berlin-Mitte, Aserbaidschanische Botschaft in Berlin              | |                                                                             | [ 50 ] |
| 2019                          | Hinterleuchtete Glaswände an der südlichen Fassade | Neuanfertigung                                                            | Berlin-Mitte, Potsdamer Platz                                     | |                                                                             | [ 51 ] |
| 2019                          | Alubronzefassade, gläserne Rundbögen und Windfangeinrichtungen sowie Zubehör für behindertengerechten Aufzug | Neuanfertigung                                                            | Berlin-Mitte, KfW, Niederlassung Berlin                           | | Aukett + Heese                                                              | [ 51 ] |
| 2019                          | Ausstattungselemente wie Wandkonsolen oder ein Opferkerzenständer mit Vase aus Baubronze | Neuanfertigung                                                            | Berlin-Tempelhof, Herz-Jesu-Kirche                                | | Lutzenberger + Lutzenberger                                                 | [ 51 ] [ 52 ] |
| 2019                          | Ausstattungselemente | Neuanfertigung                                                            | Berlin-Mitte, Mauer-Gedenkstätte im Reichstagsgebäude             | | Büro für Gestaltung Wangler und Abele                                       | [ 51 ] |
| 2020                          | Balkons | Neuanfertigung der Balkonanlagen nach historischen Vorbildern             | Heiligendamm, Villa Seestern                                      | Villa Seestern, 2020                                                                                |                                                                             | |
| 2021–2023                     | Große Wappenkartusche: eine Metallarbeit mit dem preußischen Adlerwappen, umgeben von der Collane des Schwarzen Adlerordens. Daran hängt der Ordensstern (siehe Bild). Über dem Wappen thronte die 1889 geschaffene Königskrone. | Neuanfertigung der Großen Wappenkartusche                                 | Berlin-Mitte, für das Eosander-Portal am Humboldt-Forum           | Der Ordensstern wurde in der Werkstatt nachbearbeitet. · Gesamte Wappenkartusche an der Westfassade | Eosander von Göthe (nach einer Idee von Andreas Schlüter)                   | Der auffällige Schmuck war in Vorbereitung der Schlosssprengung im Jahr 1950 abgenommen, protokolliert und auf dem Bauhof des Berliner Magistrats eingelagert worden. Von dort verliert sich die Spur jedoch. Lediglich der Stern vom Schwarzen Adlerorden gelangte nach Potsdam. Dort fand ihn einer der Mitarbeiter aus dem Architektenteam von Franco Stella, der den Wiederaufbau des Schlossgebäudes plante und leitete. Er ließ den Originalstern zunächst in die Zitadelle Spandau verbringen. Zur Komplettierung des historischen Äußeren der Westfassade wurde die Neuherstellung der gesamten Kartusche beschlossen und nach einem Ausschreibungswettbewerb erhielt die Firma Fittkau im Dezember 2020 den Auftrag. Der Ordensstern wurde denkmalgerecht restauriert und kam danach als Originalbauteil wieder an das Wappen. Nach der aufwändigen Fertigstellung der gesamten Kartusche wurde am 4. April 2023 die neu hergestellte Skulptur über dem Eosander-Portal in einer öffentlichen Aktion angebracht. Für diese Arbeit verlieh die Zeitschrift M&T Metallhandwerk und Technik der Firma den Großen Metallbaupreis 2024 in der Kategorie Sonderkonstruktionen. |
| 2022                          | Palafit: ein im Wasser stehendes Kunstwerk | Neuanfertigung                                                            | Valencia                                                          | | Anna Talens                                                                 | Pultdach auf Edelstahlgestell befestigt, 7 m lang, 4 m hoch, dessen Dachhaut aus speziell gefalteten goldenen Edelstahlblechen besteht |
| 2022                          | Ausstattungselemente für das Foyer des Konzertsaals der Universität der Künste | Neuanfertigung der Tresenanlagen und der Ticketkasse                      | Berlin-Mitte                                                      | | Paul Baumgarten                                                             | Die Tresenfront besteht aus 1.400 Vertikallamellen aus 2 mm dicker Baubronze, die Profilierung der Ticketkasse ist den historischen Fassaden nachempfunden. |
| 2022                          | Sartorius-Quartier | Neuanfertigungen                                                          | Göttingen                                                         | | Charles De Picciotto Architekt BDA                                          | Brandschutzwände, Turmaufsatz, Dachgeschoss und Veranstaltungssaal mit Klappfensterläden, Wintergarten-Café und weiteres |
| 2022-2023                     | Kunstwerk Akrobaten für die Heinrich-Böll-Oberschule | Neuanfertigung                                                            | Berlin-Spandau, OT Hakenfelde                                     | | Künstlerin Monika Brandmeier                                                | An den Decken vier verschiedener Lufträume des Schulneubaus im Jahr 2023 aufgehängtes Stahlrohr-Mobile; Aluminiumguss U.a. auf einer Rohrseite ein aufgeschlagenes Buch mit rotem Einband, oder unten liegendes Rohrgestell mit vier gestapelten Büchern beschwert |
| 2023–2024                     | Sternfassade am Haus für Musik | Neuanfertigung                                                            | Potsdam                                                           | | Abcarius+Burns Architecture Design                                          | großflächige vergoldete Sterne (8 × 8) aus gelochtem Aluminiumblech an der Fassade des Hauses in voller Breite |
| 2023–2026                     | Carsch-Haus | Restaurierungen und tw. Neuanfertigungen                                  | Düsseldorf                                                        | |                                                                             | Die Arbeiten ruhten ab Ende 2023, weil anstelle des Miteigentümers Signa ein neuer Investor gesucht wurde. Nun (Sommer 2025) übernahm der andere Eigentümer, ein thailändisches Unternehmen aus der Central Group die restlichen Anteile. Die begonnenen Aktivitäten werden wieder aufgenommen. |